# ミーコチョック
ミーコチョック(Mie kocok)は、西ジャワ州バンドンの名物である牛肉のヌードルスープである。麺、濃厚な牛コンソメスープ、キキル（牛の腱、牛すじ肉）、豆のスプラウト、バクソ（牛肉の肉団子）、コブミカン果汁等で作り、生のセロリ、スキャリオン、揚げたエシャロット等をトッピングする。牛のトライプを加えるレシピもある。
インドネシア語でkocokは「振る」という意味があり、熱湯中で茹でる際に、麺を、取っ手付きの穴の開いたスズの容器に入れて振ることにより、柔らかくする調理法に由来する。麺は、黄色の平麺を用いる。
味付けのため、ケチャップマニスとサンバルを加える。隣町チルボンの名物である、よく似た鶏肉の麺料理は、w:Mie koclokと呼ばれる。

## バリエーション
アチェ州では、ミーコチョックのバリエーションがある。主材料は、麺、豆のスプラウト、ブロスで、トッピングは、地域により異なり、ゆで卵、エビのすりおろし、ウンピン、プルクデまたは鶏肉等である。
1. ↑  “Mie Kocok Bandung”.   Time Out Sydney (2013年7月24日). 2014年5月21日時点のオリジナルよりアーカイブ。2014年5月20日閲覧。
2. ↑  “Mie Kocok, Noodle With Thick Beef Soup Plus Kikil From Bandung”.   In Love Indonesia (2013年2月4日). 2014年5月20日時点のオリジナルよりアーカイブ。2014年5月20日閲覧。
3. ↑  “Yuk Mampir ke Warung Mie Kocok di Geurugok” (Indonesian). atjehwatch.com. 2023年4月8日閲覧。
4. ↑  “Menikmati Mie Kocok Khas Blang Pidie di Aceh Barat” (Indonesian). kumparan.com.   Aceh Kini. 2023年4月8日閲覧。